# 12P/Pons-Brooks
12P/Pons-Brooks es un cometa periódico descubierto en 1812 de forma independiente por los astrónomos franceses Jean-Louis Pons, el 20 de julio, Alexis Bouvard, el 1 de agosto, y por el ruso Vincent Wisniewsky el 30 de julio; y recuperado el 1 de septiembre de 1883 meses antes de su siguiente paso por el perihelio, el 24 de enero de 1884, por el estadounidense William Robert Brooks, recibiendo el nombre de sus primeros observadores en esos primeros pasos por el perihelio. Tiene un periodo orbital de 70 años por lo que según la clasificación clásica, es un cometa de tipo Halley. 

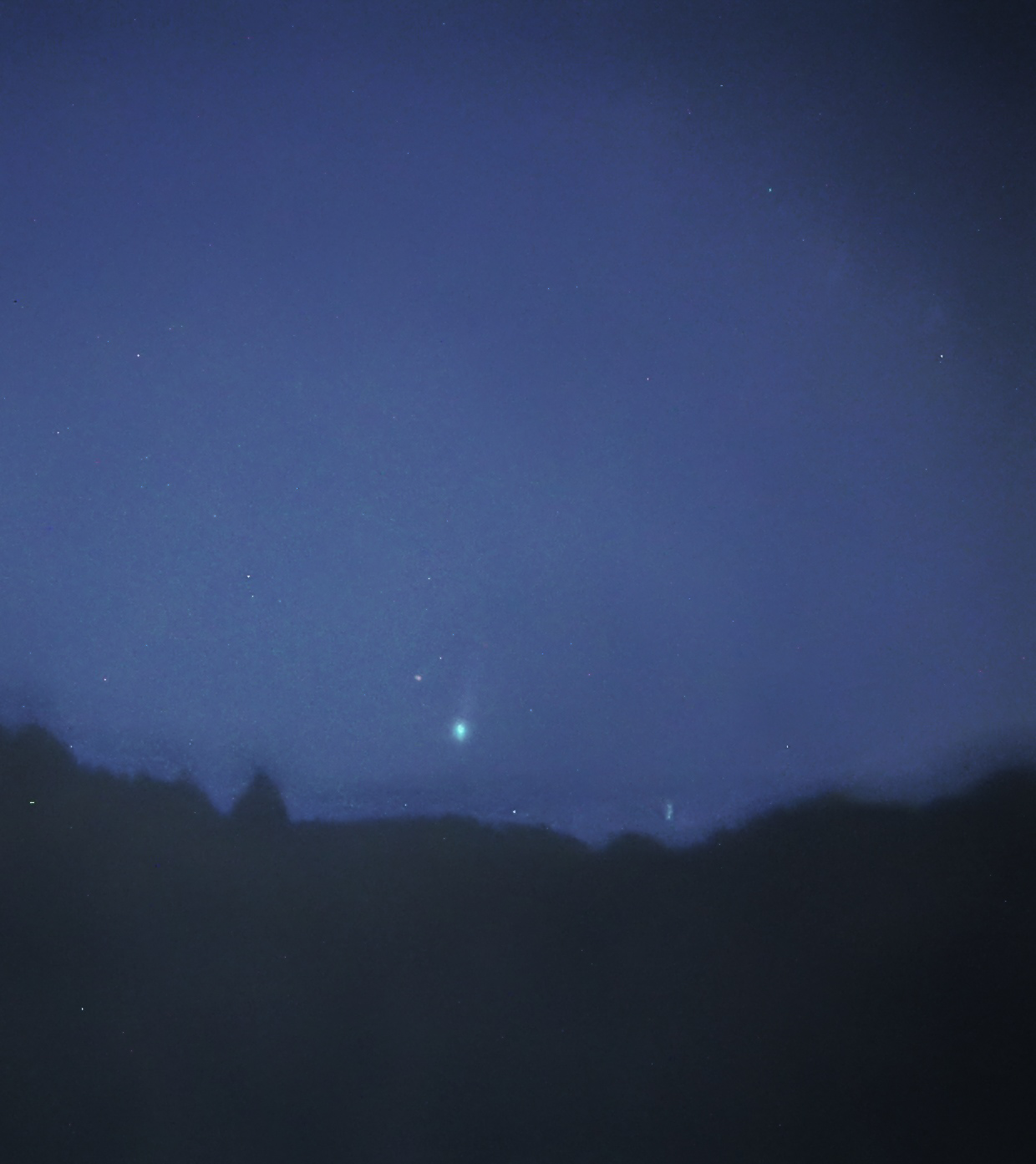
foto del cometa hecha desde Bello, Colombia.

El 7 de julio de 2020 fue anunciada su recuperación, previa a su próximo paso por el perihelio, para 21 de abril de 2024, con el mayor acercamiento a la Tierra a 1,54 UA (230 millones de km) el 2 de junio de 2024.

## Observaciones históricas
A partir de los cálculos de órbitas que el astrónomo italiano Giovanni Celoria publicó en 1884 de los avistamientos de cometas realizados y registrados por Paolo dal Pozzo Toscanelli en el  siglo XV y conservados en un manuscrito encontrado en 1864 en la Biblioteca Nacional Central de Florencia, se ha podido identificar este cometa con el avistado por Tosanelli entre los días 23 y 27 de enero de 1457, denominado C/1457 A1, y que pudo alcanzar una magnitud de 3 o 4. Además de esta observación, también una fuente china informa del avistamiento el 14 de enero de ese año aunque en una posición más alejada de la dada por Toscanelli. Se sugirió para este cometa de 1457 la identidad con 27P/Crommelin pero cálculos modernos lo han descartado.
Otro cometa con el que se le ha identificado es con el avistado entre finales de octubre y finales de noviembre de 1385, denominado C/1385 U1, del que solo hay registro en fuentes chinas, y que pudo alcanzar la magnitud 2.

## Aproximaciones cercanas a la Tierra
| Fecha                | Distancia | Distancia      | Elongación | Referencia |
| Fecha                | UA        | millones de km | Elongación | Referencia |
| -------------------- | --------- | -------------- | ---------- | ---------- |
| 9 de enero de 1884   | 0,634     | 94             | 58°        | [ 6 ]      |
| 29 de junio de 1954  | 1,6       | 240            | 38°        | -          |
| 2 de junio de 2024   | 1,54      | 230            | 45°        | [ 7 ]      |
| 27 de agosto de 2095 | 1,5       | 220            | 31°        | -          |